# Női kajak egyes 500 méter az 1956. évi nyári olimpiai játékokon
Az 1956. évi nyári olimpiai játékokon a kajak-kenu női kajak egyes 500 méteres versenyszámát december 1-én rendezték a Wendouree-tó-ban.

## Eredmények
Az időeredmények másodpercben értendők. A rövidítések jelentése a következő:
- OB: olimpiai legjobb idő
- Q: továbbjutás helyezés alapján

### Előfutamok
Az előfutamokból az első négy helyezett a döntőbe jutott, a többiek kiestek.
| Helyezés | Név                         | Nemzet                      | Idő      | Mj       |
| 1. futam | 1. futam                    | 1. futam                    | 1. futam | 1. futam |
| -------- | --------------------------- | --------------------------- | -------- | -------- |
| 1.       | Therese Zenz                | Egyesült Német Csapat (EUA) | 2:17,6   | Q, OB    |
| 2.       | Jelizaveta Gyementyjeva     | Szovjetunió (URS)           | 2:20,9   | Q        |
| 3.       | Edith Cochrane              | Ausztrália (AUS)            | 2:24,0   | Q        |
| 4.       | Patricia Moody              | Nagy-Britannia (GBR)        | 2:26,7   | Q        |
| 5.       | Helga Hellebrand-Wiedermann | Ausztria (AUT)              | 2:27,5   |          |
| 2. futam |                             |                             |          |          |
| 1.       | Tove Søby                   | Dánia (DEN)                 | 2:23,7   | Q        |
| 2.       | Hartmann Cecília            | Magyarország (HUN)          | 2:25,3   | Q        |
| 3.       | Daniela Walkowiak-Pilecka   | Lengyelország (POL)         | 2:25,8   | Q        |
| 4.       | Éva Marion                  | Franciaország (FRA)         | 2:29,4   | Q        |
| 5.       | Eila Eskola-Kyröläinen      | Finnország (FIN)            | 2:31,4   |          |

### Döntő
| Helyezés | Név                       | Nemzet                      | Idő    | Mj |
| -------- | ------------------------- | --------------------------- | ------ | -- |
| Arany    | Jelizaveta Gyementyjeva   | Szovjetunió (URS)           | 2:18,9 |    |
| Ezüst    | Therese Zenz              | Egyesült Német Csapat (EUA) | 2:19,6 |    |
| Bronz    | Tove Søby                 | Dánia (DEN)                 | 2:22,3 |    |
| 4.       | Hartmann Cecília          | Magyarország (HUN)          | 2:23,5 |    |
| 5.       | Edith Cochrane            | Ausztrália (AUS)            | 2:23,8 |    |
| 6.       | Daniela Walkowiak-Pilecka | Lengyelország (POL)         | 2:24,1 |    |
| 7.       | Patricia Moody            | Nagy-Britannia (GBR)        | 2:25,3 |    |
| 8.       | Éva Marion                | Franciaország (FRA)         | 2:27,9 |    |